# Are you Alice?
《Are you Alice?》（日語：アー・ユー・アリス?）是日本剧本、小说家二宮愛以童话故事《爱丽丝梦游仙境》和《爱丽丝镜中奇遇》为背景而虚构的作品。系列廣播劇CD由IM自2005年8月13日开始发售，故事本篇完结于2006年12月31日，之后外传和周边作品也陆续出版。2011年4月17日，Idea Factory開始發售以本作品為主線，適用於PSP平臺的文字冒險遊戲。

## 故事简介
|  | 拥有「愛麗絲」之名的人可以杀死白兔子。 |

愛麗絲在柴郡猫的指引下来到不可思议的国度，遵从红心女王的命令，受到瘋帽商的保护，卷入名为「杀死白兔子」的游戏。之前的88名愛麗絲都以失败告终，游戏进入了死循环。这第89位愛麗絲是否能够胜出？只要成功殺死了白兔子，愛麗絲這個名字就會變成自己的。倘若殺不死白兔子，就表示自己不是真正的愛麗絲。
瘋帽商和柴郡猫的真实身份是什么？这到底是一场为了什么而举行的游戏？亦或是仪式？愛麗絲又是否是自己真正的名字？
|  | 我的名字，是什么……？ |

为了寻找真正的自己，愛麗絲展开了辛酸的不可思议国度之旅……

## 登場人物
廣播劇CD與PSP遊戲的配音員相同。
愛麗絲?（Alice，聲：櫻井孝宏）
本篇故事的主人公。年齡是0歲（外表看上去是19歲左右）。身高170公分。
沒有進入「不思議之國」之前的記憶。本名未明。因此在名字後邊要加上「?」。
被紅心女王賦予了擁有「殺死白兔子」的能力的名字——愛麗絲。是被選出的第89名愛麗絲，並且是到目前為止唯一一位被賦予「愛麗絲」之名的男性。
瘋帽商（Mad Hatter，聲：平田廣明）
將時間獻給了紅心女王的男子。29歲。身高178公分。
懷錶的指針永遠指示出六點鐘，即下午茶的時間。主要食物是紅茶。喜歡往紅茶裏加許多方糖，且有輕度的味覺障礙。
「瘋帽商」這一名字具有可以殺死所有對「愛麗絲」抱有敵意的人物。「瘋帽商」這個名字的本身被設定為看不見柴郡貓。但是由於非常討厭他，經常會忽視故事裏的規則而把槍口指向他。與睡鼠是朋友關係。
柴郡貓（Cheshire Cat，聲：井上和彥）
公爵夫人的貓，是第89名愛麗絲在進入不思議之國後第一個遇到的人物。年齡不詳。身高180公分。
不思議之國裏唯一不會被任何規則束縛的角色。和本身的名字其實沒有多大的關係，是不思議之國裏異類般的存在。受到「未練」的歡迎，但是被不思議之國的人討厭。
白兔子（White Rabbit，聲：森久保祥太郎）
重新創造了不思議之國的人。年齡不詳。身高167公分。
擁有白色的頭髮和白色的長兔耳，還有一雙紅色的眼瞳。將失去依戀的人們帶入不思議之國並賦予他們名字。設定了每一個名字的能力和責任，意思就是每一個名字都有自己相應「扮演」的角色。設定了「殺死白兔子」這個遊戲的人。因為是兔子，所以從頭到腳散發著好吃的味道。腰間總是佩戴著一把長劍。
紅心女王（The Queen of Heart，聲：大川透）
雖然被稱為女王，但本身其實是男性。可以下達絕對的命令，只要是不思議之國的居民都必須遵守。即「紅心女王」的命令是絕對無法違抗的（白兔子除外）。
由於非常討厭紅色，因此命令僕人把所有的紅玫瑰漆成白色。身邊有五十名撲克牌侍女服侍，此外還有傑克保護。
傑克（The Knave of Hearts，聲：杉田智和）
紅心女王的部下。右眼帶著黑色眼罩。被女王下令「十年裏不准說出超過十個字」。
未練（Regret，聲：田村由香里）
在柴郡貓附近徘徊的少女，正體是第88任「愛麗絲」。
瑪麗安娜（Maryanne，聲：中原麻衣）
在白兔子的洞穴裏生活的神秘女孩。
睡鼠（Dormouse，聲：藤原啓治）
瘋帽商的朋友。情報商。口頭禪是「睡鼠是謹慎派」。
三月兔（March Hare，聲：福山潤）
白兔子的朋友。沒有被授予能力，且被白兔子拋棄，後被瘋帽商撿回。
公爵夫人（Duchess，聲：川田妙子）
柴郡貓的飼主。
白騎士（White Knight，聲：森川智之）
鏡之國的守護騎士。
半斤八両雙胞胎（Tweedle Dee、Tweedle Dum，聲：保志總一朗、石田彰）
存在於鏡之國的雙胞胎。無法相互對話。能力分別是「未練再發行」和「姓名發行」。
蛋人（Humpty Dumpty，聲：子安武人）
能力是讓人們的願望在夢中實現。

## Drama製作人員
- 原作、劇本：二宮愛
- 插圖、角色設計：

## 相關商品
廣播劇CD 本篇
- Are you Alice? - Drink me.
- Are you Alice? - Check mate.
- Are you Alice? - Call me.
- Are you Alice? classical edition complete box

廣播劇CD 外傳
- Are you Alice? アリスのティーパーティーphase.1 March Hare
- Are You Alice? アリスのティーパーティーphase.2 The Knave of Hearts
- Are you Alice? アリスのティーパーティーphase.3 Humpty Dumpty
- Are you Alice? Lost end.

角色CD
- Are you Alice?-unbirthday.scrap #001:Dyna → Cheshire Cat
- Are you Alice?-unbirthday.scrap #002:×××<=>Alice?
- Are you Alice?-unbirthday.scrap #003:Tweedle Dee ∽ Tweedle Dum
- Are you Alice? unbirthday scrap #004:White Knight ∈ Regret
- Are you Alice? unbirthday scrap #005:White Rabbit ← Bloodflower
- Are you Alice? unbirthday scrap #006:Lewis Carroll ≠ Mad Hatter

角色歌CD
- LIDDELL.（White Rabbit）
- Blooms Again.（Maryanne）
- THE END.（White Rabbit）
- smile a sweet smile（Cheshire Cat）

CM集
- Are you Alice?-Alice the gibberish!
- Are you Alice?-Alice the gibberish! 2

原聲音樂
- Rock a bye

廣播CD
- 藤原・平田のSweet Tea Party 1st invitation.
- 藤原・平田のSweet Tea Party 2nd invitation.

DVD
- Are you Alice? Sweet Tea Party －Honeyed invitation（仮）

遊戲
- PSP《Are you Alice?》

其他
- Are you Alice? （BOOK & MINI CD）
- Are you Alice?  UNBREAKABLE
- Are you Alice?  - read & brew（BOOK & MINI CD）
- - How about a nice cup of tea? （GOODS & MINI CD）
- Are you Alice? VS

## 出版書籍
漫畫
| 冊數 | 一迅社         | 一迅社                                                  | 東立出版社     | 東立出版社             |
| 冊數 | 發售日期       | ISBN                                                    | 發售日期       | ISBN                   |
| ---- | -------------- | ------------------------------------------------------- | -------------- | ---------------------- |
| 1    | 2009年12月25日 | ISBN 978-4-7580-5470-6                                  | 2012年7月12日  | ISBN 978-986-10-9626-1 |
| 2    | 2010年7月24日  | ISBN 978-4-7580-5523-9 ISBN 978-4-7580-5524-6（限定版） | 2012年10月19日 | ISBN 978-986-10-9627-8 |
| 3    | 2011年1月25日  | ISBN 978-4-7580-5563-5 ISBN 978-4-7580-5564-2（限定版） | 2012年12月28日 | ISBN 978-986-10-9628-5 |
| 4    | 2011年7月25日  | ISBN 978-4-7580-5610-6 ISBN 978-4-7580-5611-3（限定版） | 2013年1月23日  | ISBN 978-986-10-9629-2 |
| 5    | 2012年1月25日  | ISBN 978-4-7580-5677-9 ISBN 978-4-7580-5678-6（限定版） | 2013年2月15日  | ISBN 978-986-10-9630-8 |
| 6    | 2012年7月25日  | ISBN 978-4-7580-5724-0 ISBN 978-4-7580-5725-7（限定版） | 2013年3月18日  | ISBN 978-986-317-526-1 |
| 7    | 2013年1月25日  | ISBN 978-4-7580-5780-6 ISBN 978-4-7580-5781-3（限定版） | 2013年12月17日 | ISBN 978-986-324-830-9 |
| 8    | 2013年7月25日  | ISBN 978-4-7580-5830-8 ISBN 978-4-7580-5831-5（限定版） | 2014年3月11日  | ISBN 978-986-337-036-9 |
| 9    | 2014年1月25日  | ISBN 978-4-7580-5873-5 ISBN 978-4-7580-5874-2（限定版） | 2014年12月2日  | ISBN 978-986-348-216-1 |
| 10   | 2014年7月25日  | ISBN 978-4-7580-5933-6 ISBN 978-4-7580-5934-3（限定版） | 2016年3月28日  | ISBN 978-986-365-384-4 |
| 11   | 2015年1月24日  | ISBN 978-4-7580-5984-8 （限定版）                       | 2016年7月8日   | ISBN 978-986-382-668-2 |
| 12   | 2015年7月25日  | ISBN 978-4-7580-3070-0 ISBN 978-4-7580-3071-7（限定版） | 2016年8月24日  | ISBN 978-986-431-880-3 |

選集
- 選集

Are you Alice? アンソロジー：2011年1月25日發售、ISBN 978-4-7580-5583-3
- 漫畫選集

| 冊數 | 一迅社        | 一迅社                 |
| 冊數 | 發售日期      | ISBN                   |
| ---- | ------------- | ---------------------- |
| 1    | 2010年7月24日 | ISBN 978-4-7580-0559-3 |
| 2    | 2010年7月24日 | ISBN 978-4-7580-0574-6 |

小說
| 冊數 | 日文副標題 | 中文副標題   | 一迅社        | 一迅社                                                  | 東立出版社    | 東立出版社             |
| 冊數 | 日文副標題 | 中文副標題   | 發售日期      | ISBN                                                    | 發售日期      | ISBN                   |
| ---- | ---------- | ------------ | ------------- | ------------------------------------------------------- | ------------- | ---------------------- |
| 1    |            | 你陷入的世界 | 2010年7月17日 | ISBN 978-4-7580-4172-0 ISBN 978-4-7580-4173-7（限定版） | 2012年7月12日 | ISBN 978-986-317-106-5 |
| 2    |            | 獻給你的世界 | 2011年7月20日 | ISBN 978-4-7580-4246-8 ISBN 978-4-7580-4247-5（限定版） | 2013年2月21日 | ISBN 978-986-324-863-7 |
| 3    |            | 你與新的世界 | 2012年6月20日 | ISBN 978-4-7580-4330-4 ISBN 978-4-7580-4331-1（限定版） | 2013年6月13日 | ISBN 978-986-332-758-5 |

插畫集
- THE BIG SMOKE

## 外部連結
- 官方網站（日語）